# 潘玉兰
潘玉兰（1956年8月—），女，江西广丰人，中华人民共和国政治人物。中央党校大学学历。历任中共赣州市委副书记，江西省监狱局党委书记、政委，江西省司法厅党组书记、副厅长，江西省妇女联合会党组书记等职。

## 生平
1973年11月至1977年1月，江西省上高县青年农场知青；1975年12月加入中国共产党。
1977年1月至1978年9月，江西宜春师范学校学习。1978年9月至1979年2月，江西宜春师范专科学校外语科实习；1979年2月任江西宜春师范专科学校外语科干事；1980年9月任江西宜春师范专科学校团委干事、书记。
1983年9月任共青团江西省宜春地委副书记；1984年9月任共青团江西省宜春地委书记、党组书记；1985年9月至1987年8月，中国青年政治学院学习。1987年8月至1988年8月，共青团江西省宜春地委书记、党组书记。1988年8月至1991年3月，江西省宜春地区司法局局长、党组书记。
1991年3月至1992年6月任江西省司法厅办公室副主任（正处级）；1992年6月至1999年11月，江西省司法厅法制宣传处处长、省普法办副主任。
1999年11月起任江西省妇女联合会副主席、党组成员；2003年1月起兼任省十届人大常委、省人大法制委员会委员。
2006年11月至2008年5月，中共赣州市委副书记。
2008年5月至2009年2月，江西省监狱局党委书记、政委。2009年2月至2010年3月任江西省司法厅党组书记；2010年3月至2010年10月，江西省司法厅党组书记、副厅长；2010年10月至2011年9月，江西省司法厅党组副书记、副厅长、省监狱局党委书记（正厅级）。
2011年9月任江西省妇女联合会党组书记。2011年10月，当选江西省妇女联合会主席。2013年7月31日连任江西省妇联主席